# Jigme Wangchuck
Jigme Wangchuck (1905 - 30 de Março de 1952) foi um Marajá do Reino do Butão, reinou de 26 de Agosto de 1926 até 30 de Março de 1952. Reinou sob a política de isolamento diplomático e mantendo relações apenas com a Índia Britânica, de quem se tornou um protetorado em 1949 no Tratado Indo-Butanês. Foi antecedido no trono por Ugyen Wangchuck e foi seguido no trono pelo Marajá Jigme Dorji Wangchuck da Dinastia Wangchuck.